# Прокляття Текумсе
Прокляття Текумсе (англ. Tecumseh's curse), відоме також як прокляття президентів США — міська легенда про прокляття, колись вимовлене індіанським вождем племені шауні Текумсе, який помирав, за порушення американцями договору. Прокляття полягає в тому, що кожен американський президент, вибраний у рік, що без залишку ділиться на 20, помре або буде убитий до закінчення терміну президентських повноважень. За деякими джерелами прокляття діє тільки до сьомого коліна.

## Історія

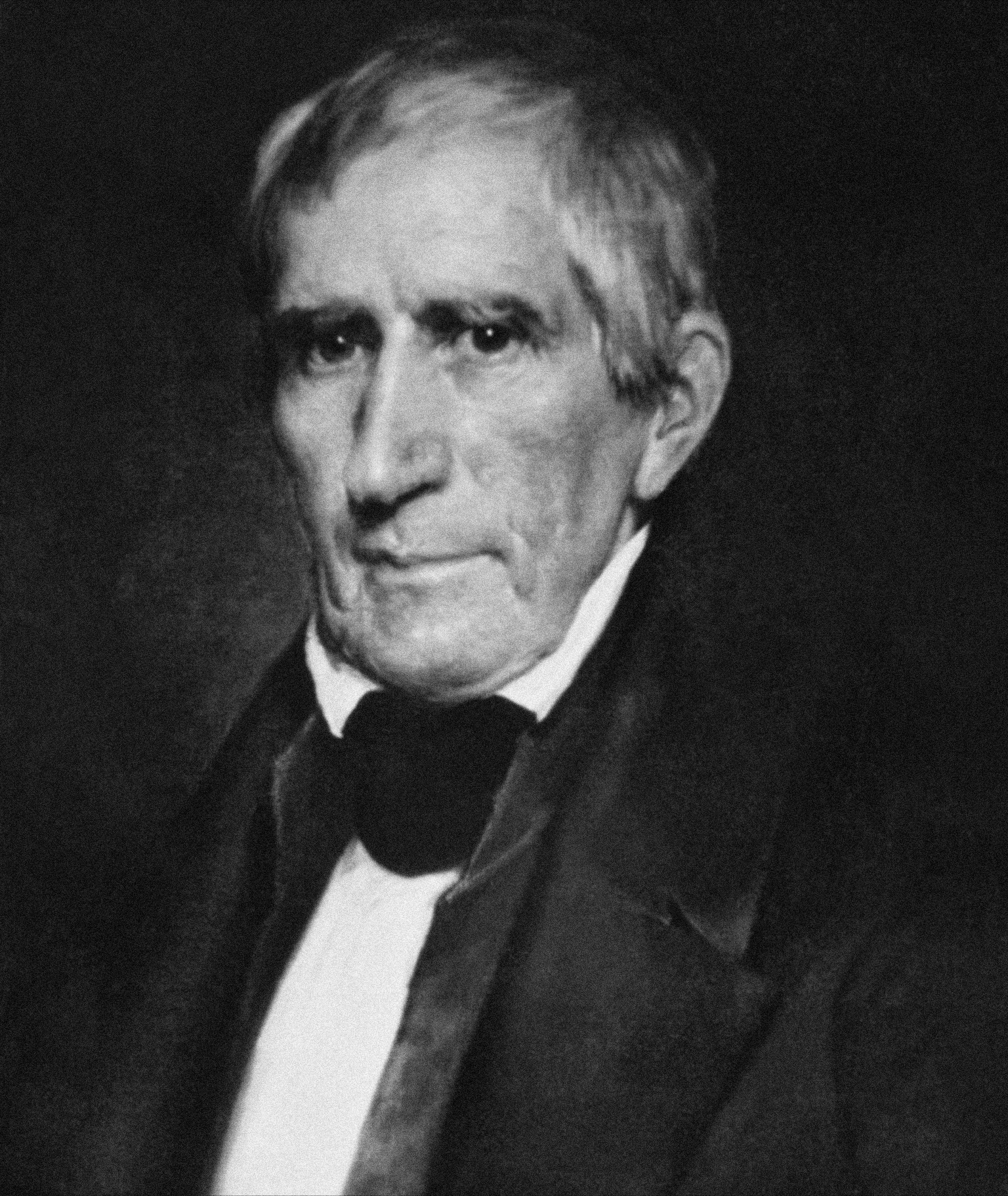
Вільям Генрі Гаррісон. Помер лише через місяць після вступу на посаду в 1841 році.

Вільям Генрі Гаррісон був обраний президентом у 1840 році, помер у 1841 році, через місяць після інавгурації. Назва походить від битви на Тіппекано в 1811 році, коли Гаррісон уклав договір 1809 року за Форт-Вейн, в якому індіанці передали уряду великі урочища землі. Договір ще більше розлютив лідера Шоні Текумсе, який вивів урядових солдатів та індіанців на межу війни в період, відомий як війна Текумсе. Текумсе і його брат організували групу індіанських племен, щоб протистояти експансії США на захід. У 1811 р. Сили Текумсе атакували армію Гаррісона в битві за Типпікано, Гаррісон ж отримав славо і прізвисько «Старий Типпікано».
У звіті про наслідки битви брат Текумсе, Тенскватава нібито встановив прокляття проти Гаррісона, яке полягало втому, що кожен президент обраний в рік, що закінчується на 0, помре до кінця строку своїх повноважень.
У 1931 та 1948 роках у серії книжок про цікаві факти Ripley's Believe It or Not! з'явився термін англ. Curse of Tippecanoe. Напередодні виборів 1940 року у Strange as It Seems з'явився мультик під назвою «Прокляття на Білому домі!», де говорилося, що «за останні 100 років кожен президент США, обраний у 20-річний інтервал, помер на посаді!» У лютому 1960 року журналіст Ед Котерба зауважив, що «наступний президент Сполучених Штатів постане перед моторошним прокляттям, що понад століття нависає над кожним главою держави, що був обраний у рік, який закінчується на нуль». Після обидвох зауважень обраний президент справді помер на посаді: Рузвельт у 1945 і Кеннеді у 1963.
Першим письмовим джерелом, в якому описано походження «прокляття», була стаття Ллойда Шерера у 1980 році в журналі Parade. Там стверджувалося, Тенскватава наклав прокляття на Гаррісона після загибелі Текумсе в пізнішій битві.

## Смерть президентів
Починаючи з першого коліна — Вільяма Генрі Гаррісона (призначений губернатором в 1800, відібрав у індіанців близько 12 000 км² земель за договором у Форт-Уейні в 1809, завдав вирішальної поразки індіанцям при Тіппекану в 1811, обраний президентом в 1840, помер в 1841, через місяць після інавгурації) — всі, крім останніх двох президентів США, які були обрані чи переобрані у рік, що без остачі ділиться на 20, вмирали на посаді (своєю смертю або від кулі вбивці).
Першим закономірність порушив Рональд Рейган (восьме коліно), обраний в 1980, який вижив після замаху в 1981 році і благополучно покинув посаду в 1989, причому рана Рейгана (зачеплено легеню) у середині XIX століття була смертельною.
Наступним президентом США, що випадає із закономірності, став Джордж Буш-молодший (дев'яте коліно), обраний в 2000. На президента в Грузії в 2005 році була здійснена спроба замаху (кинули гранату), яка не була успішною. Свій другий термін, що завершився в січні 2009, Буш прожив благополучно.
Джо Байден, який був обраний на посаду президента в 2020 році, успішно пережив свій єдиний президентський термін.
Смерть Буша-молодшого заздалегідь була зображена в художньому фільмі «Смерть Президента». Також вже після завершення президентства Буша, 11 лютого 2009, телеканал ITV (ПАР) помилково повідомив (рухомим рядком) про його смерть.
Вбивства Лінкольна та Кеннеді мають багато спільного (див. Збіги Лінкольна — Кеннеді).
Єдиним президентом США, який помер на посаді і не був обраний в «проклятий» рік був Закарі Тейлор.

## Винятки

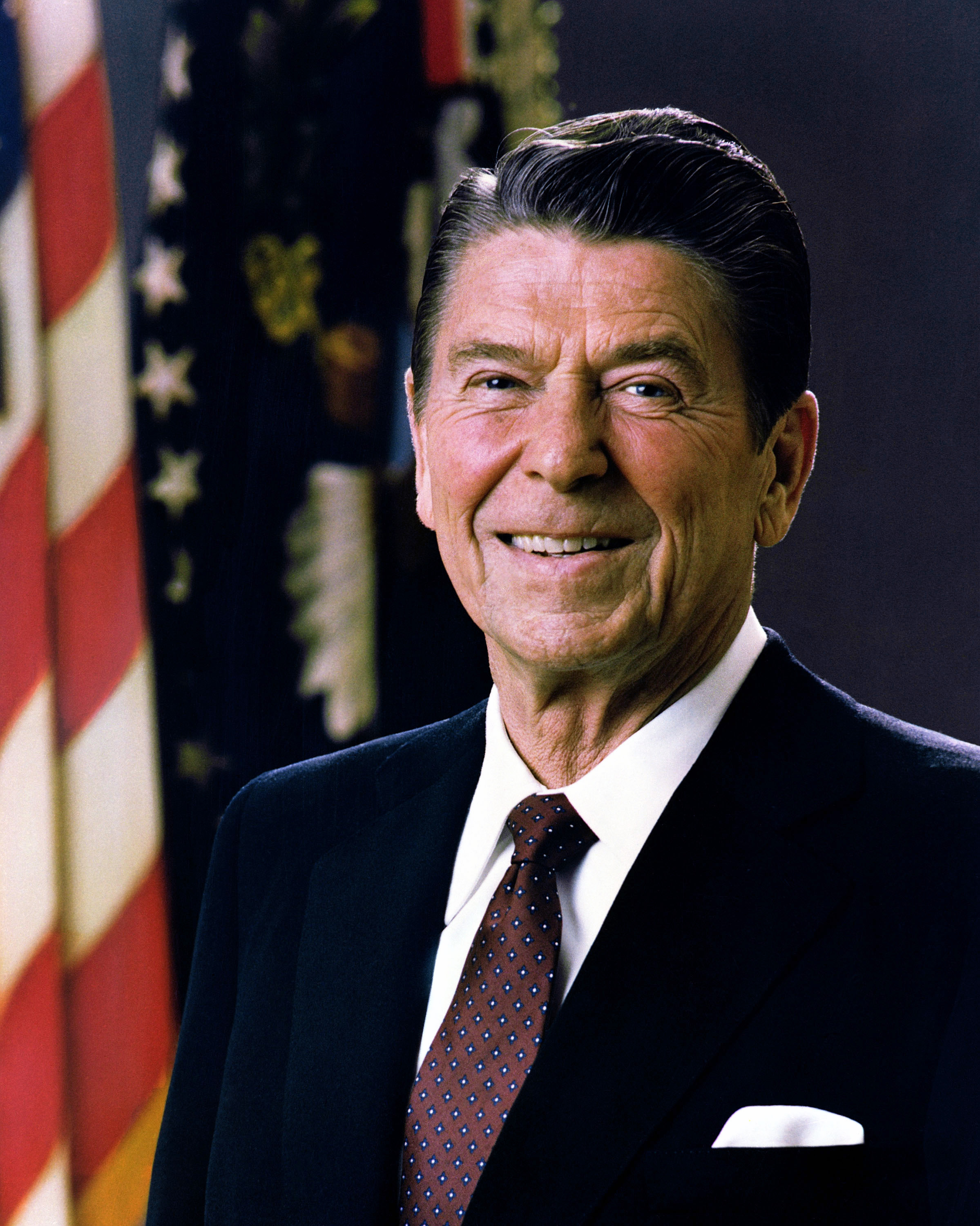
Рональд Рейган «зруйнував» прокляття, переживши замах на нього в 1981 році

З 1963 року, після вбивства Джона Кеннеді жоден президент не помер на посаді.
Вибори Рональда Рейгана в 1980 році не супроводжувалися його смертю на посаді, попри те, що він був важко поранений внаслідок замаху протягом місяців своєї інавгурації 1981 року. Через кілька днів після того, як Рейган пережив стрілянину, оглядач Джек Андерсон написав «Рейган і нульовий фактор» та зазначив, що 40-й президент або спростував забобони, або мав дев'ять життів.
Рейган, найстаріший чоловік, який був обраний президентом (До виборів 2016 року), також пережив лікування раку товстої кишки, перебуваючи на посаді. Повідомлялося, що перша леді Ненсі Рейган найняла екстрасенсів та астрологів, щоб спробувати захистити свого чоловіка від наслідків прокляття. Однак, син Рейгана, Рон Рейган, виявив у своїх спогадах, що президент Рейган почав проявляти симптоми хвороби Альцгеймера вже на першому терміні президентства. Рейган пішов з посади 20 січня 1989 року і зрештою помер від пневмонії, ускладненої хворобою Альцгеймера 5 червня 2004 року, у віці 93 років.
У 2000 році президентом був обраний Джордж Вокер Буш, який також пережив два терміни перебування на посаді, які включали непритомність від задухи у 2002 році та спробу вбивства Володимиром Арутюняном у 2005 році, який кинув гранату в Буша та президента Грузії Михаіла Саакашвілі, але вона не вибухнула.
У 2020 році президентом був обраний Джо Байден, який успішно пережив свій єдиний президентський термін.

## Список
| Обраний | Фото | Президент                | Термін    | Причина смерті                                                            | Дата смерті       |
| ------- | ---- | ------------------------ | --------- | ------------------------------------------------------------------------- | ----------------- |
| 1840    |      | Вільям Генрі Гаррісон    | Перший    | Пневмонія                                                                 | 4 квітня 1841     |
| 1860    |      | Авраам Лінкольн          | Другий    | Вбитий (кульове поранення голови)                                         | 15 квітня 1865    |
| 1880    |      | Джеймс Гарфілд           | Перший    | Вбитий (кульове поранення + неправильне лікування)                        | 19 вересня 1881   |
| 1900    |      | Вільям Мак-Кінлі         | Другий    | Вбитий (кульове поранення, гангрена)                                      | 14 вересня 1901   |
| 1920    |      | Воррен Гардінг           | Перший    | Незрозуміло, імовірно серцевий напад                                      | 2 серпня 1923     |
| 1940    |      | Франклін Делано Рузвельт | Четвертий | Крововилив у мозок                                                        | 12 квітня 1945    |
| 1960    |      | Джон Фіцджеральд Кеннеді | Перший    | Убитий (кульове поранення голови)                                         | 22 листопада 1963 |
| 1980    |      | Рональд Рейган           | -         | Був невдалий замах. Помер не на посаді президента від хвороби Альцгеймера | 5 червня 2004     |
| 2000    |      | Джордж Вокер Буш         | -         | Живий, але було кілька спроб замаху                                       | Живий             |
| 2020    |      | Джо Байден               | -         | Успішно пережив свій єдиний президентський термін                         | Живий             |